# مگ وسترگرین
مگ وسترگرین (سوئدی: Meg Westergren؛ زادهٔ ۱۶ مهٔ ۱۹۳۲) بازیگر اهل سوئد است.
از فیلم‌ها یا مجموعه‌های تلویزیونی که وی در آن‌ها نقش داشته است، می‌توان به به خودت بیا، عزیزم! اشاره نمود.